# 멜리나 카나카레데스
멜리나 카나카레데스(Melina Kanakaredes, 1967년 4월 23일 ~ )는 미국의 배우이다.

## 출연 작품

### 드라마
- CSI 뉴욕

### 영화
- 롱 키스 굿 나잇 - 트린 역
- 15분
- 스니치 - 실비아 콜린스 역